# Albert Wolff (Journalist)

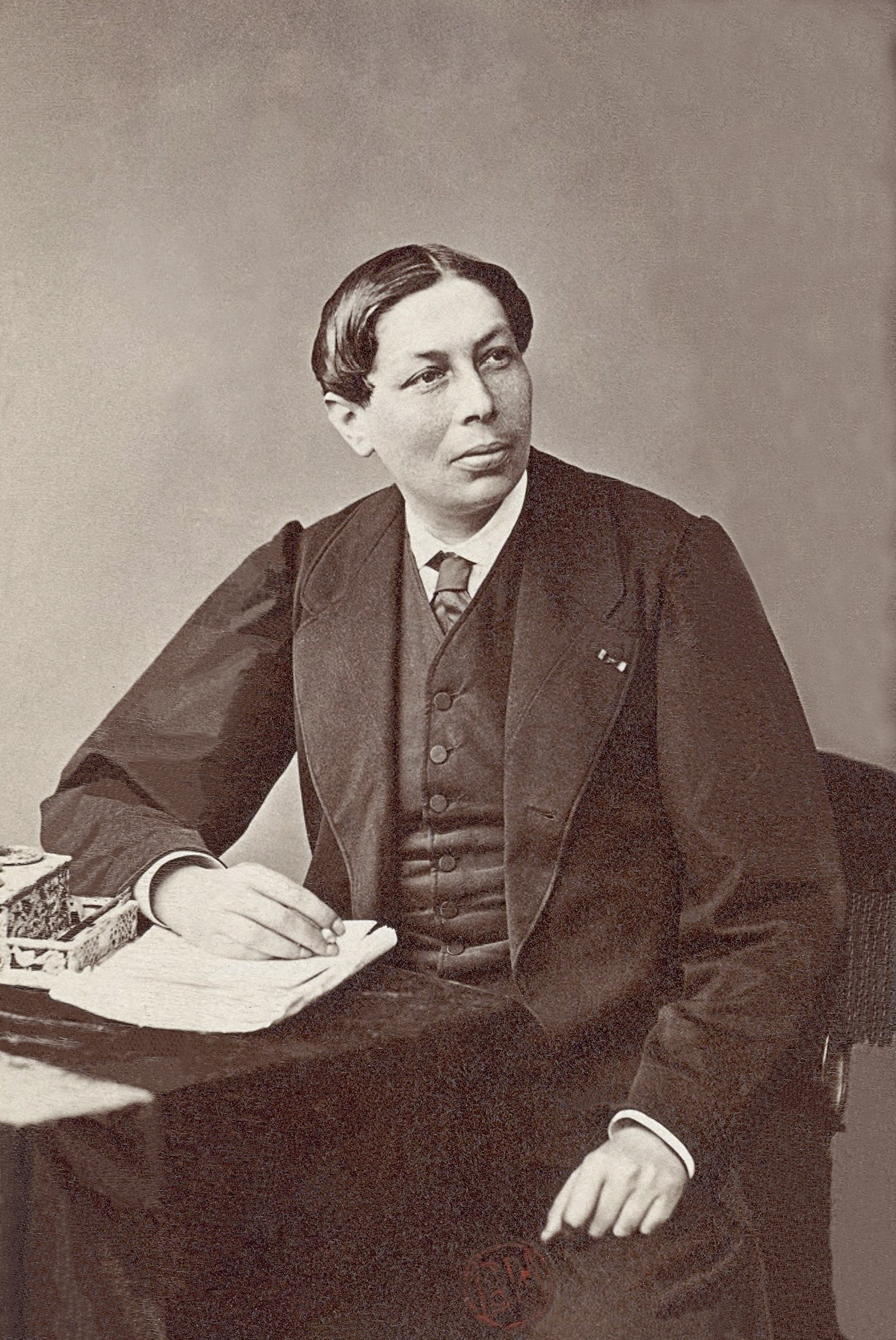
Albert Wolff

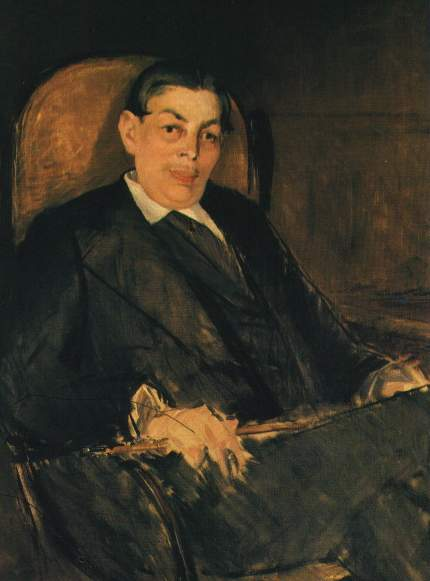
Édouard Manet:
Bildnis Albert Wolff

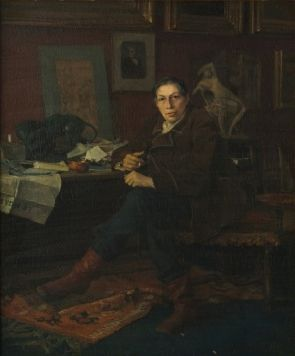
Jules Bastian-Lepage:
Albert Wolff in seinem Arbeitszimmer

Albert Wolff (geborenen als Abraham Wolff  am 31. Dezember 1825 in Köln; gestorben am 22. Dezember 1891 in Paris) war ein  deutsch-französischer Journalist, Schriftsteller und Dramatiker.

## Leben
Abraham Wolff kam als Sohn von Salomon Wolff und seiner Frau Helena, geborene Ochse, in Köln zur Welt. Nach der Schulzeit absolvierte er eine Handelslehre in Paris. Anschließend folgte ein Studium in Bonn, bevor er sich 1857 ganz in Paris niederließ. Hier arbeitete er zunächst als Sekretär für Alexandre Dumas (Vater). Ab 1859 war er unter dem Pseudonym Charles Brissac Redakteur bei der Zeitschrift Le Charivari. Anschließend wechselte er zum Figaro, wo er 1868 zum führenden Kunstkritiker wurde. Später stieg er zum Chefredakteur der Zeitung auf.
Seine Besprechungen des Pariser Salon hatten großen Einfluss auf den Erfolg der zeitgenössischen Künstler. Hierbei war Wolff ein erklärter Anhänger der akademischen Malerei, wobei Jean-Louis-Ernest Meissonier zu seinen bevorzugten Künstlern gehörte. Den Impressionismus begleitete Wolff kritisch und nur gelegentlich äußerte er sich lobend über einzelne Werke. Die genauen Beobachtungen über seine Wahlheimat Paris veröffentlichte er später in mehreren Büchern. Zudem schrieb er einige Romane und Bühnenstücke.

## Werke
- Mémoires du boulevard Paris 1866
- Les deux empereurs Paris 1871
- Le Tyrol et la Carinthie Paris 1872
- Mémoires d'un Parisien: Voyages à travers le monde Paris 1884
- Mémoires d'un Parisien: La haute-noce Paris 1885
- Mémoires d'un Parisien: La Gloire à Paris Paris 1886
- Capitale de l'art Paris 1886
- Figaro-Salon Paris 1886
- Le roman d’une femme mariée Paris 1890 (Roman)
- Sacré Léonce Paris 1898 (Roman)
- Ceux qu’on aime Paris 1895 (Schauspiel)
- Fidèle Paris 1895 (Schauspiel)
- Le secret de Polichinelle Paris 1903 (Schauspiel)
- L’âge d’aimer Paris 1905 (Schauspiel)
- Le ruisseau Paris 1907 (Schauspiel)
- Le lis Paris 1908 (Schauspiel)